# Muntanyes Barisan
Les muntanyes Barisan (en malai Bukit Barisan) són una cadena muntanyosa que s'estira sobre aproximadament 1.700 km al llarg de la costa occidental de l'illa indonèsia de Sumatra. Consisteixen essencialment en volcans coberts d'una densa jungla. El seu punt culminant és el Kerinci a 3.805 m. El nom que Bukit Barisan de fet vol dir "fila de turons" o "turons que fan una fila" en indonesi i malai, que descriu el que realment és al llarg de l'illa. El seu nom també s'utilitza per a un dels comandaments militars territorials (KODAM) de l'exèrcit indonesi (TNI AD) que està situat a Sumatra amb el nom de Kodam i Bukit Barisan.